# Vojislav Vranjković
Vojislav Vranjković (* 1. Januar 1983 in Knin, Jugoslawien) ist ein serbischer Fußballspieler.

## Karriere
Vranjković begann seine Karriere beim FK Srem 1998, welchen er bereits 2002 verließ. Der Mittelfeldspieler unterschrieb beim FK Obilić in Belgrad. 2003 kam dann der Wechsel zum FK Glasinac Sokolac nach Bosnien und Herzegowina, wo er 15 Spiele absolvierte. Danach blieb er in Bosnien und spielte eine Saison beim FK Drina Zvornik und eine weitere beim FK Rudar Ugljevik, ehe er zum FK Obilić zurückkehrte.
Im Januar 2006 kam der Wechsel nach Rumänien und der Mittelfeldspieler unterschrieb bei Pandurii Târgu Jiu. Mit Platz 15 konnte der Abstieg gerade noch verhindert werden. Im darauffolgenden Winter übersiedelte er zu Dinamo Bukarest und wurde mit dem Verein Meister. In der Saison 2007/08 spielte er leihweise bei Ceahlăul Piatra Neamț. Der Verein stieg ab und der Serbe kehrte 2008/09 nach Bukarest zurück. Dort steht er nach Platz drei am Ende der Saison im Kader der ersten und zweiten Mannschaft Dinamos. Da er in der Liga 1 nur selten zum Einsatz kam, kehrte Vranjković im Sommer 2010 zu Pandurii Târgu Jiu zurück.
Ende 2010 wurde Vranjkovićs Vertrag in Târgu Jiu aufgelöst. Er war ein halbes Jahr ohne Verein, ehe er im Sommer 2011 zu FK Sloboda Užice nach Serbien zurückkehrte. In der Saison 2011/12 verpasste er mit seinem Klub knapp die Qualifikation zur Europa League. Anschließend wechselte er zum montenegrinischen Pokalsieger FK Čelik Nikšić, in der Winterpause 2012/13 zog es ihn zu CS Turnu Severin nach Rumänien. Am Saisonende musste sein neuer Klub absteigen und er heuerte bei Aufsteiger Corona Brașov an. Ende 2013 wurde sein Vertrag aufgelöst. Seitdem ist er ohne Verein.

## Erfolge
- Rumänischer Meister: 2007